# 小泉翔
小泉 翔（こいずみ しょう、1988年 - ）は、日本の実業家、株式会社PLAYNEW代表取締役CEO、SHIBUYA CITY FC球団社長。

## 人物・経歴
1988年、埼玉県狭山市生まれ。幼少期よりサッカーを始め、ユース年代では大宮アルディージャU-18に所属。
立教大学在学中にアメリカへ交換留学したことを転機に、世界一周の旅を敢行し、帰国後に「TABIPPO」を設立。
2012年3月、立教大学文学部卒業。同年4月、株式会社サイバーエージェントに入社。
2014年に、TABIPPOを法人化して、株式会社TABIPPOを創業し、取締役に就任。
2019年に同社を退任後、同年に設立され改称を経た「SHIBUYA CITY FC」の運営に専念する。「SHIBUYA CITY FC」は、渋谷からJリーグを目指すサッカークラブで、2019年の設立でありながら、東京都社会人サッカーリーグの4部から1部まで無敗で駆け上がり、東急やカシオ計算機がオフィシャルパートナーになっている。
2020年、株式会社PLAYNEW取締役に就任。2021年、株式会社PLAYNEW代表取締役CEOに就任。